# 九龍巴士N281線
九龍巴士N281線是香港的一條通宵巴士路線，來往馬鞍山（錦英苑）及紅磡站，名義上屬九龍巴士87D線通宵版，於81C及87D線收車後繼續提供馬鞍山、沙田（城門河東岸）來往九龍市區心臟地帶的巴士服務。
特別路線N287，由尖沙咀東（麼地道）單向開往烏溪沙站，途經旺角後，取道獅子山隧道直達濱景花園、亞公角、大水坑、欣安邨、馬鞍山市中心及錦英苑，於旺角道後至沙田路沿途不設任何車站，是以半直通路線模式運作的深宵巴士路線之一。

## 歷史
- 1991年1月28日：投入服務，編號為281S，來往恆安及尖沙咀東（總站現址為康宏廣場），取代新界區首條通宵巴士線288S（恆安至田心，循環線，於1989年2月28日起投入服務），初時來往恒安至尖沙咀東，路線與81C相若，並繞經田心街。
- 1991年12月31日：因尖沙咀東總站興建商業大廈，遷往九龍車站。
- 1992年10月31日：總站延長至錦英苑。
- 1993年1月28日：配合馬鞍山市中心發展，來回程改經恆康街及西沙路。
- 1996年5月1日：配合九巴重組通宵巴士路線編號，改稱N281。
- 1998年10月1日：九龍車站改稱紅磡車站。
- 2000年4月1日：往錦英苑方向改經油麻地及旺角一段的彌敦道、旺角道、洗衣街及亞皆老街。
- 2002年5月12日：來回程改經顯徑街及沙角街，將服務範圍擴展至顯徑邨、乙明邨、沙角邨及博康邨。
- 2007年12月2日：配合兩鐵合併，紅磡車站更名為紅磡鐵路站。
- 2015年6月27日：增設到站時間預報。[5]
- 2017年10月30日：N287線投入服務[6][7][8]。
- 2024年6月17日：N281線來回方向於馬鞍山路近錦駿苑增設中途站。[9][10]

## 服務時間（詳細班次）
N281
| 每日馬鞍山（錦英苑）開 | 每日馬鞍山（錦英苑）開 | 每日馬鞍山（錦英苑）開 | 每日馬鞍山（錦英苑）開 |
| ---------------------- | ---------------------- | ---------------------- | ---------------------- |
| 23:50                  | 00:15                  | 00:40                  | 01:10                  |
| 01:40                  | 02:10                  | 02:40                  | 03:10                  |
| 03:40                  | 04:10                  | 04:40                  | 05:10                  |

| 每日紅磡站開 | 每日紅磡站開 | 每日紅磡站開 | 每日紅磡站開 |
| ------------ | ------------ | ------------ | ------------ |
| 00:40        | 01:10        | 01:40        | 02:10        |
| 02:40        | 03:10        | 03:40        | 04:10        |
| 04:40        | 05:10        | 05:40        |              |

N287
- 每日尖沙咀東（麼地道）開：00:55、01:25、01:55

## 收費
| 路線 | 全程收費 | 分段收費                                                       |
| ---- | -------- | -------------------------------------------------------------- |
| N281 | $18.6    | - 新界鄉議局大樓往紅磡站：$12.5 - 過獅子山隧道後往錦英苑：$9.4 |
| N287 | $18.5    | - 過獅子山隧道後往烏溪沙站：$9.4                               |

| - 本線設有12歲以下小童及65歲或以上長者半價優惠。 - 65歲或以上香港居民使用「樂悠咭」，以及12歲以下合資格殘疾兒童使用「殘疾人士身份」個人八達通繳付車資，均可享有每程$2.0或半價（以較低者為準）的票價優惠；12至64歲合資格殘疾人士使用「殘疾人士身份」個人八達通（包括「樂悠咭」），以及60至64歲香港居民使用「樂悠咭」繳付車資，均可享有每程$2.0或全費（以較低者為準）的票價優惠。 - 65歲或以上長者如使用長者或一般個人八達通繳付車資，則只可享有半價優惠；12至64歲合資格殘疾人士如不使用「殘疾人士身份」個人八達通，以及60至64歲人士如不使用「樂悠咭」繳付車資，必須繳付全費。 - 乘客可以現金或八達通於上車時付款，不設找續。 - 每位成人乘客可免費攜帶最多兩名4歲以下而不佔座位的兒童乘客乘車，超額之4歲以下小童必須繳付小童車費乘車。 - 持有「九巴月票」之乘客在車票有效期內，每日可享最多10程任何九龍巴士及龍運巴士路線（包括本路線，以及聯營路線的九龍巴士／龍運巴士提供的班次；惟乘搭機場「A」及「NA」線則可享原價二七折優惠（不會計算每天10次合資格車程））；而B1線則每日可享最多各2程（不會計算每天10次合資格車程）。 - 九龍巴士、城巴、龍運巴士及陽光巴士全職員工及家屬（不包括外判職員）可免費乘搭本路線，惟必須拍職員或職員家屬八達通。 - 乘客亦可透過多元化電子支付系統（e度嘟）繳付車資，包括使用非接觸式VISA卡、JCB卡、萬事達卡、銀聯卡、美國運通、大來國際、Discover Card、Apple Pay、Google Pay、Samsung Pay、AlipayHK「易乘碼」、支付寶、WeChatHK／微信支付「搭車碼」、銀聯雲閃付「乘車碼」及BOC Pay「乘車碼」。乘客使用此付款方式，使用此支付方式的乘客可享有中途下車之分段收費，以及與其他九巴／龍運獨營路線或聯營線九巴／龍運班次之轉乘優惠，惟不適用於與非九巴／龍運路線之轉乘優惠，亦不能享有「公共交通費用補貼計劃」及「長者及合資格殘疾人士公共交通票價優惠計劃」。 |

## 行車路線
N281

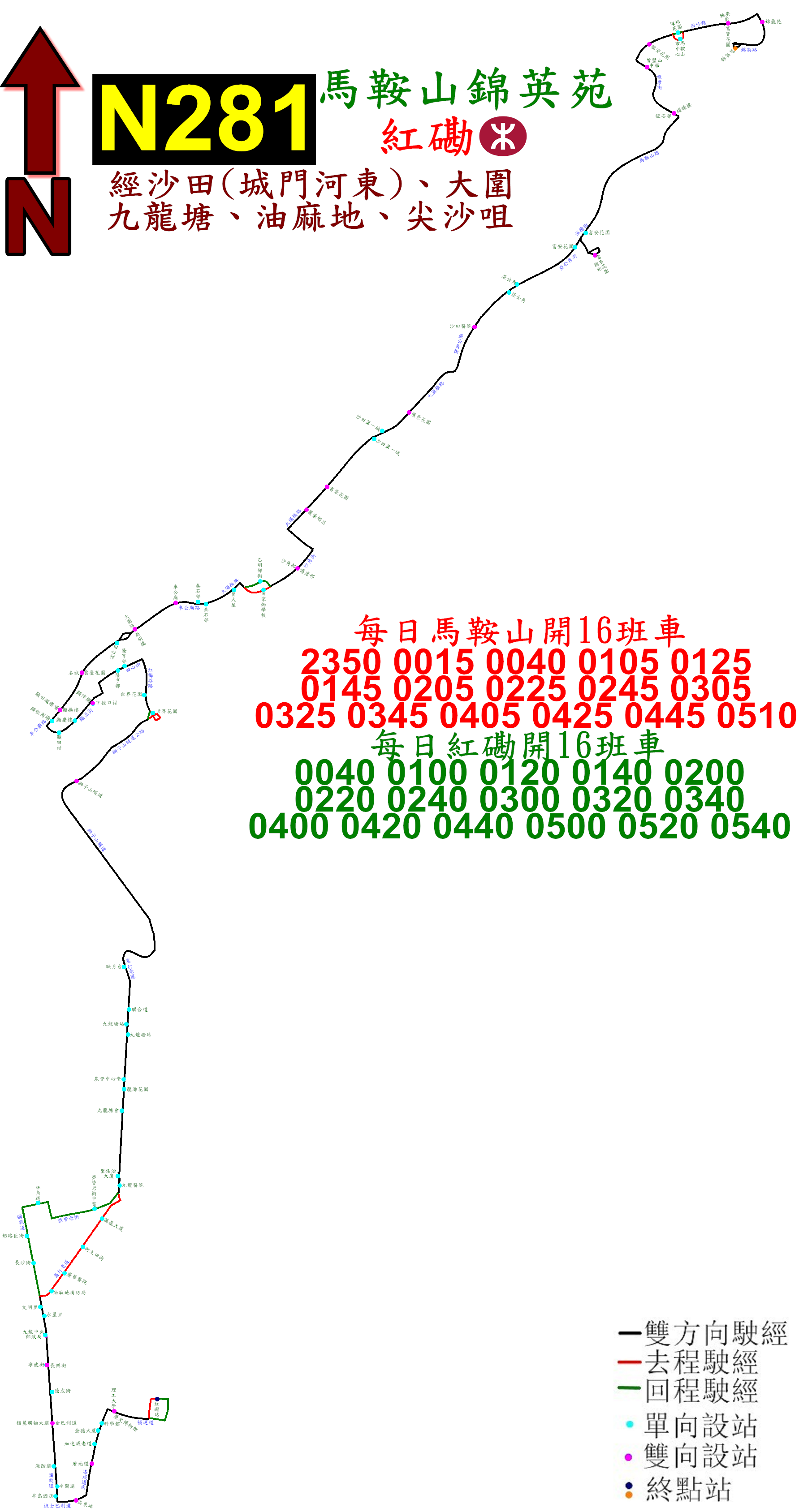
此線的走線圖

馬鞍山（錦英苑）開經：錦英路、西沙路、馬鞍山市中心巴士總站、西沙路、恆康街、馬鞍山路、西沙路、恆德街、恆信街、富安花園巴士總站、恆信街、亞公角街、石門交匯處、大涌橋路、沙田圍路、沙角街、大涌橋路、車公廟路、顯徑街、富健街、田心街、紅梅谷路、獅子山隧道公路、獅子山隧道、窩打老道、彌敦道、梳士巴利道、漆咸道南、暢運道及安運道。
紅磡站開經：暢運道、漆咸道南、梳士巴利道、彌敦道、亞皆老街、新填地街、旺角道、洗衣街、亞皆老街、窩打老道、獅子山隧道、獅子山隧道公路、紅梅谷路、田心街、富健街、顯徑街、車公廟路、大涌橋路、沙角街、乙明邨街、沙角街、沙田圍路、大涌橋路、石門交匯處、亞公角街、恆信街、富安花園巴士總站、恆信街、馬鞍山路、恆康街、西沙路及錦英路。
具體停站請參考資訊框
N287

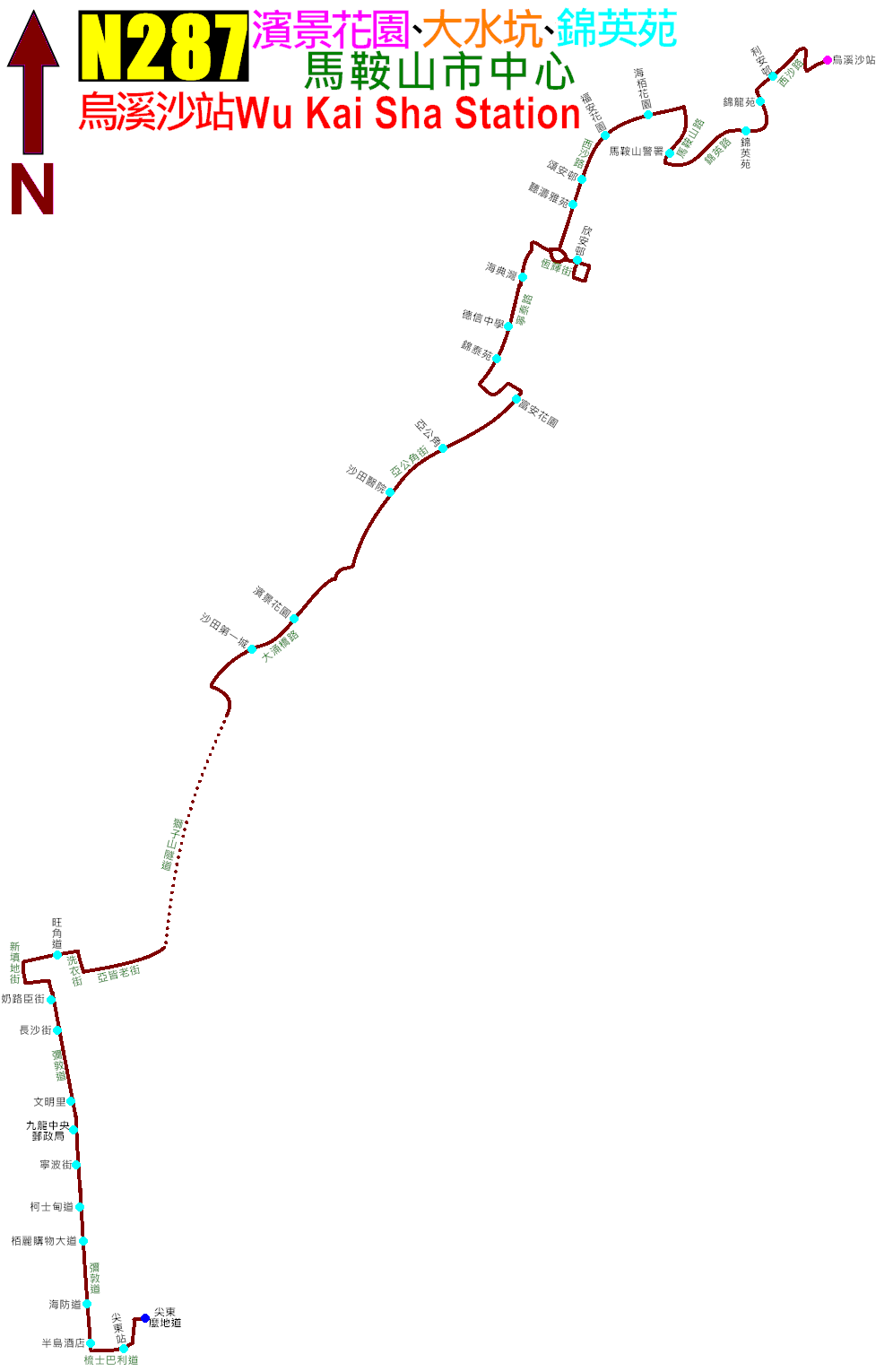
N287線的走線圖

經：麼地道、漆咸道南、梳士巴利道、彌敦道、亞皆老街、新填地街、旺角道、洗衣街、亞皆老街、窩打老道、窩打老道天橋、獅子山隧道、獅子山隧道公路、沙田路、大涌橋路、石門交匯處、亞公角街、恆信街、恆泰路、寧泰路、恆輝街、恆耀街、恆泰路、西沙路、馬鞍山路、錦英路、西沙路及沙安街。
具體停站請參考資訊框

## 前景
N281線載客量一般（只有四成至七成以內），加上車程迂迴，缺點是未能途徑美林、圓洲角、小瀝源、水泉澳和部份馬鞍山新發展地區（如寧泰路一帶的屋苑及烏溪沙等）。有馬鞍山和沙田區區議員要求運輸署和九巴增設兩條通宵特快巴士路線，以便沙田和馬鞍山市民方便回家，編號為N283和N287線。

## 外部連結
- 九巴N281線官方網站路線資料 （页面存档备份，存于）